# TPF Be 4/4 (151-152)
De Be 4/4 en Bt is een elektrisch treinstel bestemd voor het regionaal personenvervoer van de Chemins de fer Fribourgeois Gruyère-Fribourg-Morat (GFM).

## Geschiedenis
Het treinstel werd door Schweizerische Industrie-Gesellschaft (SIG) en SAAS in de jaren 1980 ontwikkeld en gebouwd voor de Chemins de fer Fribourgeois Gruyère-Fribourg-Morat (GFM) ter vervanging van ouder materieel.

## Constructie en techniek
Het treinstel bestaat uit een motorwagen met een stuurstand. Het treinstel bezit een cabine en kan daarom alleen functioneren in combinatie met een stuurstandrijtuig. Deze treinstellen kunnen tot twee stuks gecombineerd rijden.

### Namen
De Gruyère-Fribourg-Morat (GFM) hebben de volgende namen op de treinen geplaatst:
- 151: La Gruyère
- 152: Châtel St. Denis

## Treindiensten
Deze treinen worden door Transports publics Fribourgeois (TPF) ingezet op de volgende trajecten:
- Spoorlijn Châtel-Saint-Denis – Palézieux
- Spoorlijn Châtel-Saint-Denis – Bulle – Montbovon
- Spoorlijn Bulle – Broc-Fabrique (Nestle)

## Foto's

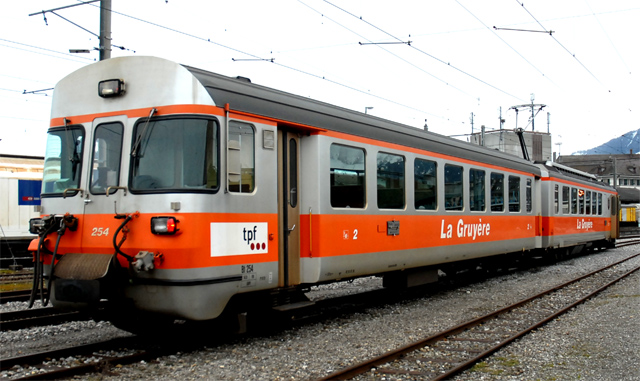
Bt 254 en Be 152 op 8 februari 2007 te Bulle